# Галф (провинция)
Галф (англ. Gulf Province) — провинция Папуа — Новой Гвинеи, расположенная на южном побережье острова Новая Гвинея. Провинция разделена на 2 округа: Керема и Кикори. Основное племя провинции носит название тоарипи. В провинции находятся четыре аэропорта: Иху, Керема, Баимуру и Кикори. Административный центр провинции Керема — один из самых маленьких городов-административных центров провинций. Его население едва достигает пяти тысяч человек.
Основной рельеф Галфа составляют горы и холмы в восточной части провинции. В центральной части местность поднимается над уровнем моря всего на несколько десятков метров.